# Ottavio Bandini
Ottavio Bandini (25 de outubro de 1558 - 1 de agosto de 1629) foi um cardeal florentino da Igreja Católica, decano do Colégio dos Cardeais nos últimos três anos de vida.

## Biografia
Filho do Senador Pier Antonio Bandini e de Cassandra de' Cavalcanti. Estudou em Florença, depois em Paris, por três anos. Depois estudou em Salamanca e da Universidade de Pisa, conseguiu seu doutorado em direito.
Foi a Roma durante o pontificado do Papa Gregório XIII (1572-1585) e foi nomeado protonotário apostólico supernumerarius participantium e, mais tarde, referendário dos Tribunais da Assinatura Apostólica da Justiça e da Graça. O Papa Gregório XIV pretendia nomeá-lo seu datário mas o conde-duque de Olivares, o embaixador espanhol perante a Santa Sé, opôs-se a nomeação. Foi nomeado arcebispo de Fermo em 29 de junho de 1595, sendo consagrado em 25 de junho de 1596 pelo cardeal Alessandro de' Medici.

## Cardinalato
Em 5 de junho de 1596, foi criado cardeal pelo Papa Clemente VIII, recebendo o barrete cardinalício e o título de cardeal-presbítero de Santa Sabina em 21 de junho. Foi legado a lattere junto com o cardeal Giovanni Francesco Biandrate di San Giorgio Aldobrandini para das as boas-vindas e receber a princesa Margarida de Áustria, por seu casamento com Filipe II de Portugal, em 1598. Entre 1612 e 1613, foi o camerlengo da Santa Igreja. Passou para o título de São Lourenço em Lucina, em 16 de setembro de 1615 e, em 1618, torna-se o Cardeal protopresbítero.
Passou para a ordem dos cardeais-bispos e para a sé suburbicária de Palestrina em 27 de março de 1621. Passou para a sé suburbicária de Porto e Santa Rufina, em 16 de setembro de 1624. Em 7 de setembro de 1626, torna-se Deão do Colégio dos Cardeais e cardeal-bispo de Óstia-Velletri.

## Conclaves
- Conclave de março de 1605 - participou da eleição do Papa Leão XI.
- Conclave de maio de 1605 - participou da eleição do Papa Paulo V.
- Conclave de 1621 - participou da eleição do Papa Gregório XV.
- Conclave de 1623 - participou da eleição do Papa Urbano VIII.